# Жарок (станция)
Жарок — железнодорожная станция на Мологском ходу (линия Мга — Будогощь) Санкт-Петербургского отделения Октябрьской железной дороги. Располагается в центре одноимённого посёлка.
Станция имеет четыре пути: І, 2, 3 — приёмо-отправочные, 4 — путь ЭЧ-14.
На станции останавливаются все проходящие через неё пригородные электропоезда.

### Расписание электропоездов
- Расписание электропоездов на сайте СЗППК
- Расписание пригородных поездов. Яндекс.Расписания.
- Расписание пригородных поездов на tutu.ru